# Unified Diagnostic Services
Unified Diagnostic Services (“servicios de diagnosis unificados” en inglés), conocido con su sigla UDS, es un protocolo de comunicaciones de capa de aplicación especificado en la norma ISO 14229-1 y empleado en automoción para la diagnosis de vehículos. Se trata de una evolución de las normas ISO 14230-3 (KWP2000), ISO 15765-3 (Diagnostics on CAN) y la especificación GMLAN de General Motors (ISO 15765-2). 

## Características
El objetivo del protocolo es facilitar la diagnosis off-board, esto es, la comunicación entre un PC denominado “tester de diagnosis” (cliente) y las centralitas electrónicas (servidores) conectadas al sistema de buses de un automóvil. El tester envía a través de un conector de diagnosis una serie de mensajes llamados “servicios UDS” que permiten, por ejemplo, leer la memoria de averías de una centralita o actualizar (“flashear”) su firmware.
UDS suele funcionar sobre el protocolo de transporte ISO-TP (ISO 15765-2) cuando el medio físico es un bus CAN, y sobre DoIP (ISO 13400) cuando corre sobre Ethernet. UDS fue uno de los primeros en incorporar una capa de seguridad para encriptar la información. Respecto a normas anteriores, ofrece la ventaja de permitir que el grueso de las funciones de diagnosis esté implementado en el tester, en unos archivos de formato .xml conocidos como “contenedores ODX”, y no en el interior de las propias centralitas, lo que permite reducir la complejidad de estas y, por consiguiente, abaratar costes.